# Patersonia spirafolia
Patersonia spirafolia là một loài thực vật có hoa trong họ Diên vĩ. Loài này được Keighery miêu tả khoa học đầu tiên năm 1990.

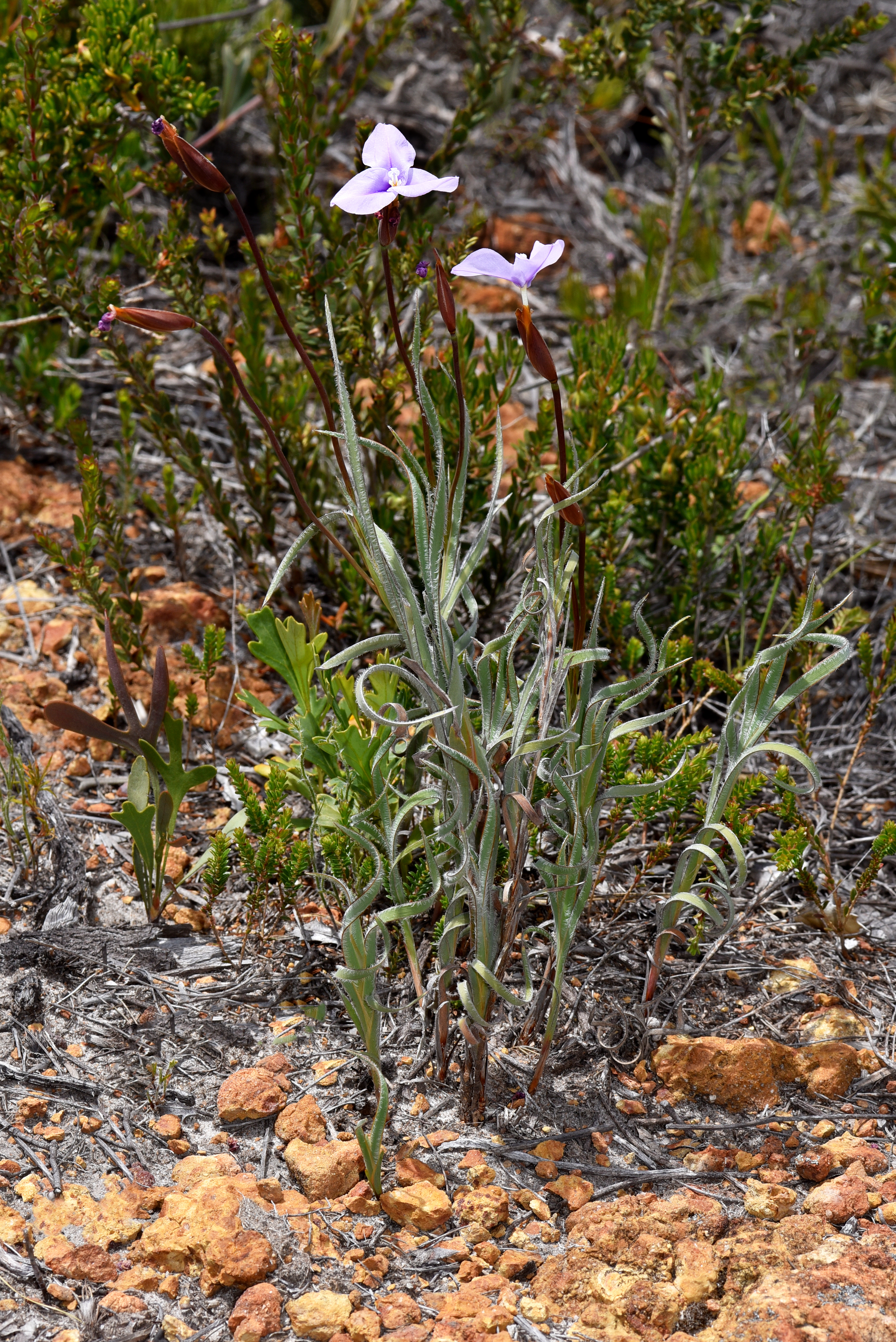
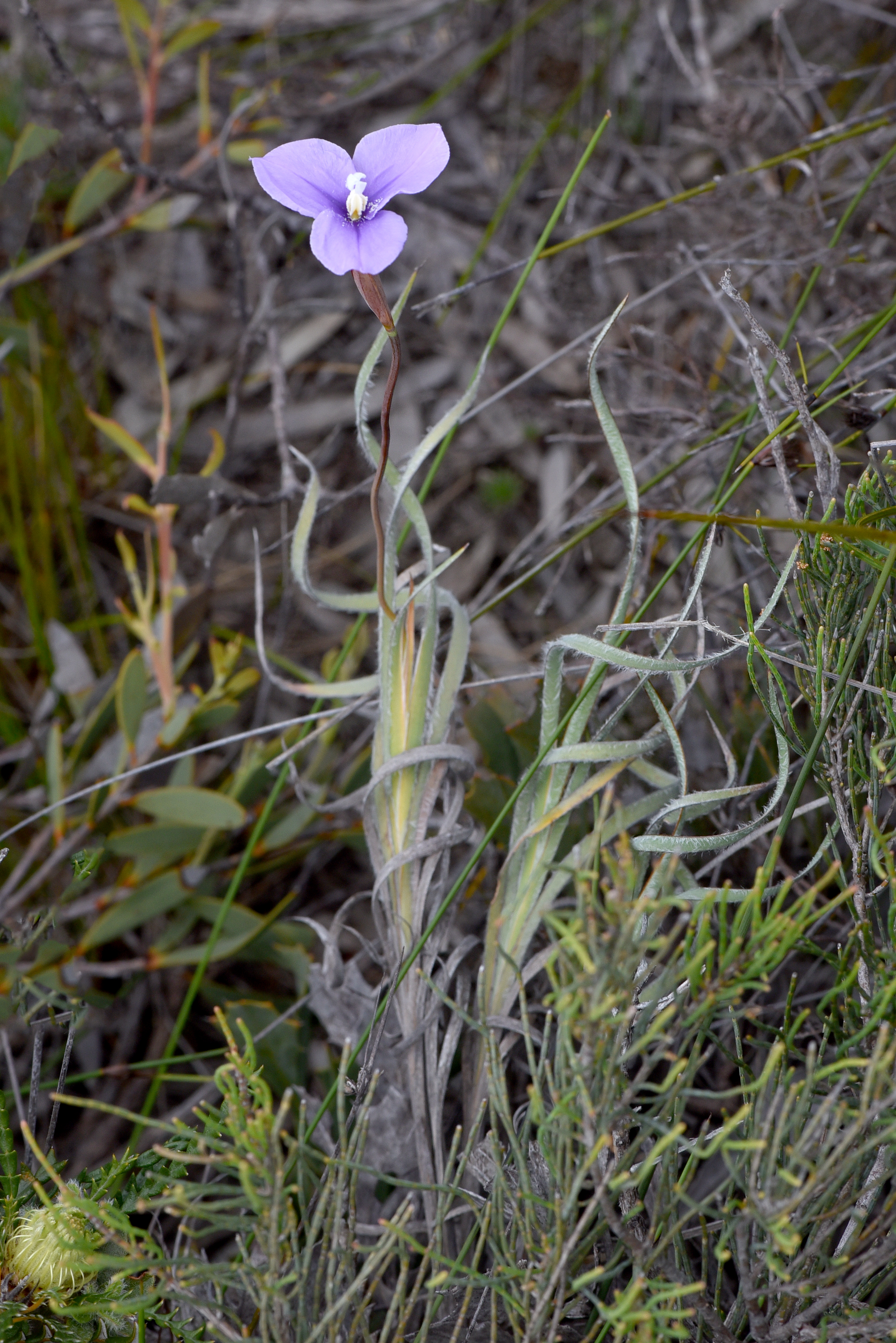
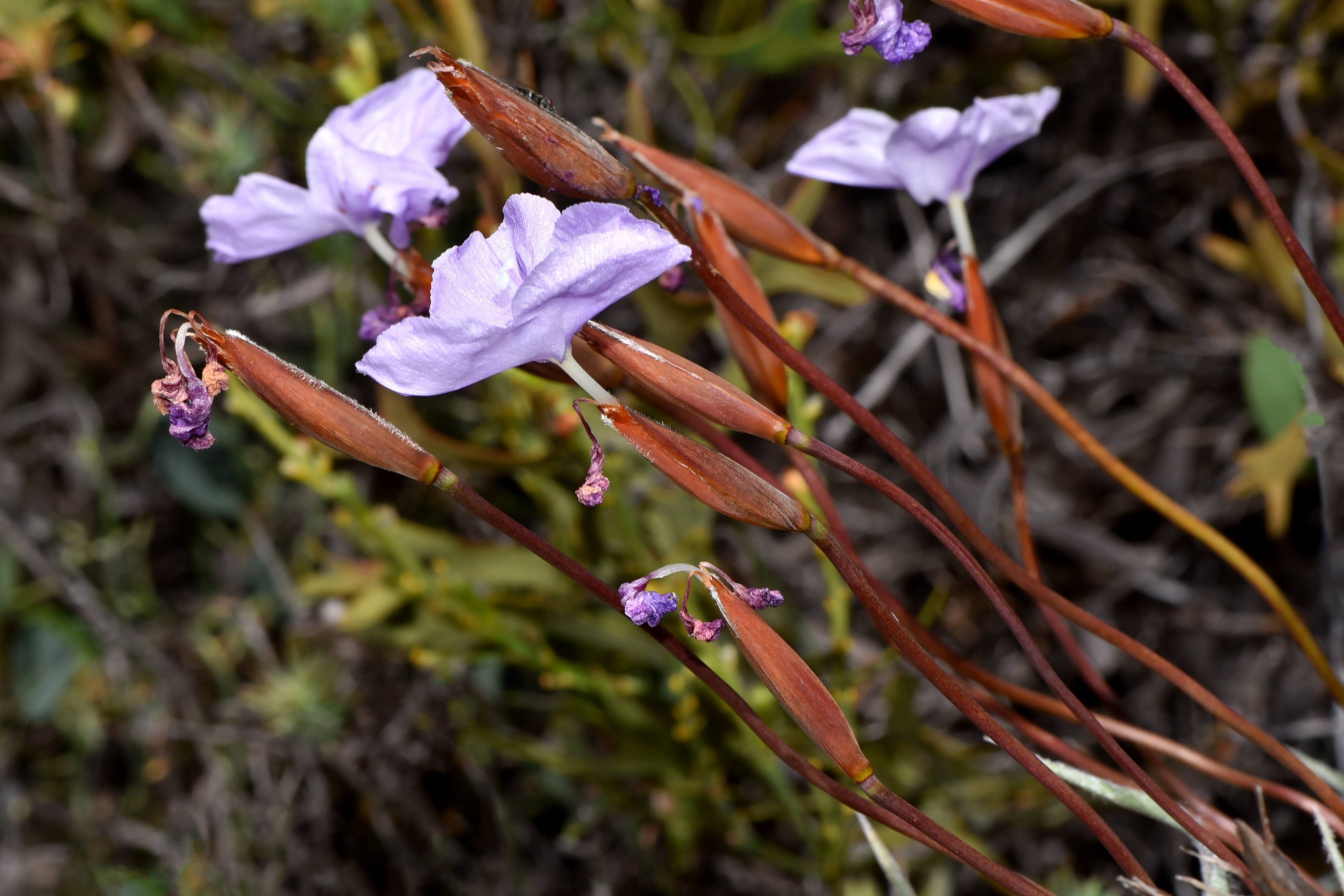